# Яннау, Генрих Иоанн фон
Генрих Иоанн фон Яннау (1753—1821) — прибалтийский религиозный деятель, пастор, историк и писатель

.

## Биография
Родился 23 февраля (6 марта) 1753 года; происходил из Лифляндии, где и получил первоначальное образование дома и в Рижской домской школе. Затем до 1773 года изучал богословие в Гёттингенском университете. 
Вернувшись на родину, в 1776 году он занял должность младшего пастора в Пелве, а в 1779 году был переведён старшим пастором в Лайс, где и оставался до самой смерти.
Последние два года своей жизни Яннау состоял членом Лифляндской евангелической консистории.
Скончался 18 (30) января 1821 года в Лайсе. 

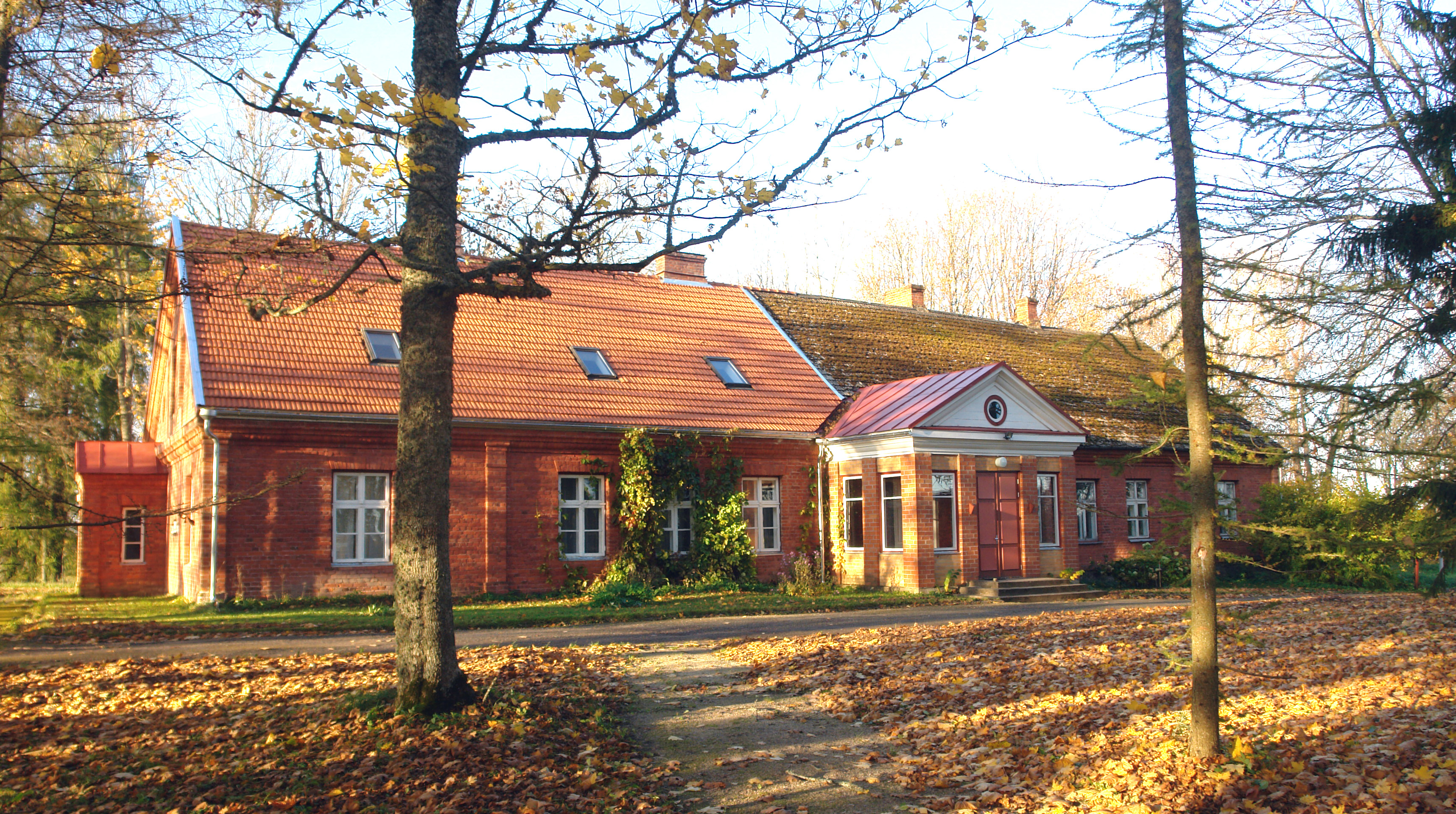
Лайс

У современников Яннау был известен как талантливый писатель-моралист и историк Прибалтийского края.
Был женат на Огюсте Йоханне фон Ирманн (1761–1800); их сыновья:
- Генрих Георг (1788—1869)
- Отто Август (1800—1865)